# Drabescus
Drabescus är ett släkte av insekter. Drabescus ingår i familjen dvärgstritar.

## Dottertaxa tillDrabescus, i alfabetisk ordning[1]
- Drabescus albostriatus
- Drabescus angulatus
- Drabescus atratus
- Drabescus breviolus
- Drabescus brunneus
- Drabescus conspicuus
- Drabescus evansi
- Drabescus extensus
- Drabescus feraminensis
- Drabescus flavicollis
- Drabescus formosanus
- Drabescus furcatus
- Drabescus fuscorufous
- Drabescus gressitti
- Drabescus henanensis
- Drabescus ineffectus
- Drabescus jinxiuensis
- Drabescus kaindii
- Drabescus kempi
- Drabescus lamellatus
- Drabescus lii
- Drabescus minipenis
- Drabescus modestus
- Drabescus natalensis
- Drabescus nervosopunctatus
- Drabescus nigrifemoratus
- Drabescus nigrofascialis
- Drabescus nitens
- Drabescus nitobei
- Drabescus notatus
- Drabescus ogumae
- Drabescus pallidus
- Drabescus pellucidus
- Drabescus piceatus
- Drabescus piceus
- Drabescus remotus
- Drabescus samoanus
- Drabescus shillongensis
- Drabescus sirunkensis
- Drabescus stramineus
- Drabescus testaceus
- Drabescus vilbastei
- Drabescus vitreus
- Drabescus yoshitakei